# Kévin Gomis
Kévin Mickael Junior Gomis (ur. 20 stycznia 1989 w Paryżu) – francuski piłkarz pochodzenia senegalskiego występujący na pozycji obrońcy.

## Kariera klubowa
Gomis rozpoczął karierę w klubie EA Guingamp, gdzie grał najpierw w drużynach juniorskich, a później w rezerwach. W 2009 roku przeszedł do portugalskiego zespołu Naval 1º Maio. W Primeira Liga zadebiutował 11 września 2009 w przegranym 0:3 pojedynku z Vitórią, a 16 stycznia 2011 w przegranym 1:3 spotkaniu z FC Porto strzelił swojego pierwszego ligowego gola. Przez dwa lata w barwach Naval rozegrał 43 spotkania i zdobył dwie bramki.
W 2011 roku wrócił do Francji, gdzie został graczem OGC Nice. W Ligue 1 pierwszy mecz rozegrał 6 sierpnia 2011 przeciwko Olympique Lyon (1:3). W 2014 roku, od stycznia do czerwca przebywał na wypożyczeniu w angielskim Nottingham Forest. W jego barwach wystąpił jeden raz, 8 marca w meczu Championship przeciwko Barnsley (0:1). Potem wrócił do zespołu Nicei, którego barwy reprezentował do 2016 roku.
Następnie został zawodnikiem szkockiego Dundee. Spędził tam sezon 2016/2017, po czym odszedł z klubu. W latach 2018–2020 grał natomiast we francuskim, amatorskim klubie Grand Quevilly FC i tam zakończył karierę.
| Sezon   | Klub              | Kraj       | Rozgrywki            | Mecze | Bramki | Rozgrywki Europy | Mecze | Bramki |
| ------- | ----------------- | ---------- | -------------------- | ----- | ------ | ---------------- | ----- | ------ |
| 2008/09 | EA Guingamp B     | Francja    | CFA                  | 22    | 0      | –                | –     | –      |
| 2009/10 | Naval 1º Maio     | Portugalia | Liga Sagres          | 23    | 0      | –                | –     | –      |
| 2010/11 | Naval 1º Maio     | Portugalia | Liga Sagres          | 21    | 2      | –                | –     | –      |
| 2011/12 | OGC Nice          | Francja    | Ligue 1              | 15    | 0      | –                | –     | –      |
| 2012/13 | OGC Nice          | Francja    | Ligue 1              | 13    | 0      | –                | –     | –      |
| 2013/14 | OGC Nice          | Francja    | Ligue 1              | 9     | 0      | Liga Europy      | 2     | 0      |
| 2013/14 | Nottingham Forest | Anglia     | Championship         | 1     | 0      | –                | –     | –      |
| 2014/15 | OGC Nice          | Francja    | Ligue 1              | 16    | 0      | –                | –     | –      |
| 2015/16 | OGC Nice          | Francja    | Ligue 1              | 3     | 0      | –                | –     | –      |
| 2016/17 | Dundee            | Szkocja    | Scottish Premiership | 22    | 0      | –                | –     | –      |